# 기타토노역
기타토노역(일본어: 北殿駅)은 일본 나가노현 가미이나군 미나미미노와촌에 위치한 도카이 여객철도 이다선의 철도역이다. 상대식 승강장 2면 2선의 구조를 갖춘 지상역이다.

## 타는 곳
| 승강장 | 노선     | 방향 | 행선지             |
| ------ | -------- | ---- | ------------------ |
| 1      | ■ 이다선 | 하행 | 다쓰노 방면        |
| 2      | ■ 이다선 | 상행 | 이다 · 덴류쿄 방면 |

## 역 주변
- 덴류강
- 국도 제153호선

## 역사
- 1911년 11월 3일 : 이나 전차 궤도의 미소노 - 기노시타 간 연신 시에 기타토노역으로서 개업. 일반역.
- 1943년 8월 1일 : 이나 전기 철도선이 이다선의 일부로서 국유화되어, 일본국유철도가 승계. 동시에 기타도노역으로 읽기 변경.
- 1956년 12월 15일 : 기타토노역으로 읽기 재변경.
- 1971년 12월 1일 : 하물 · 전용선 발착을 제외한 화물의 취급을 폐지.
- 1984년 1월 21일 : 전용선 발착의 차급화물의 취급을 폐지. (여객역으로 한다.)
- 1985년 4월 1일 : 무인화.
- 1987년 4월 1일 : 일본국유철도 분할 민영화에 의해, 도카이 여객철도가 승계.
- 1989년 4월 13일 : 열차 추돌 사고 발생.
- 1999년 2월 25일 : 역사 해체, 대합실로 개축.

## 인접 역
| 도카이 여객철도 이다선 | 도카이 여객철도 이다선 | 도카이 여객철도 이다선     |
| ---------------------- | ---------------------- | -------------------------- |
| 이나키타 이다 방면     | ■ 쾌속 '미스즈'        | 이나마쓰시마 마쓰모토 방면 |
| 다바타 도요하시 방면   | ■ 보통                 | 기노시타 다쓰노 방면       |